# Фрост против Никсона (пьеса)
«Фрост против Никсона» (англ. Frost/Nixon) — пьеса для спектакля британского писателя Питера Моргана, описывающая серию телевизионных интервью, которые бывший президент США Ричард Никсон дал британскому журналисту Дэвиду Фросту в 1977 году и в которых Никсон признал свою вину в Уотергейтском скандале.

## История исполнения
Премьера спектакля прошла в театре Donmar Warehouse в Лондоне в августе 2006 года. Режиссёром выступил Майкл Грендейж, в главных ролях сыграли Майкл Шин в роли Дэвида Фроста и Фрэнк Ланджелла в роли Ричарда Никсона. Спектакль получил положительные отзывы в британской прессе. Также пьеса была поставлена в театре Gielgud в лондонском Уэст-Энде, где главные роли также сыграли Шин и Ланджелла.
31 марта 2007 года пьеса была поставлена для ограниченного просмотра на Бродвее. 22 апреля 2007 года она была открыта для просмотра в театре Bernard B. Jacobs и после 137 постановок была закрыта для посещений 19 августа 2007 года. В актёрский состав помимо Шина и Ланжеллы вошли Рене Обержонуа (Джон Бёрт), Шира Грегори (Ивон Гулагонг), Кори Джонсон (Джек Бреннан), Стивен Кункен (Джеймс Рестон мл.), Стивен Роуи (Свифти Лазар и Майк Уоллас), Трини Сандовал (Маноло Санчес), Арманд Шультц (Боб Зелник) и Соня Уолгер (Кэролайн Кушинг).

## Награды и номинации
Фрэнк Ланджелла за роль в пьесе получил три театральные награды в том числе премию «Тони».
| Организация                             | Номинация       | Номинант   | Результат |
| Tony Awards                             |                 |            |           |
| Лучшая пьеса                            | Питер Морган    | номинант   |           |
| Лучшее актёрское исполнение в пьесе     | Фрэнк Ланджелла | победитель |           |
| Лучшая режиссура пьесы                  | Майкл Грендейж  | номинант   |           |
| Drama Desk Awards                       |                 |            |           |
| Выдающаяся новая пьеса                  | Питер Морган    | номинант   |           |
| Выдающийся актёр в пьесе                | Фрэнк Ланджелла | победитель |           |
| Выдающийся режиссёр пьесы               | Майкл Грендейж  | номинант   |           |
| Выдающаяся музыка                       | Адам Корк       | номинант   |           |
| Drama League Award                      |                 |            |           |
| Выдающееся производство пьесы           |                 | номинант   |           |
| Выдающееся исполнение                   | Стивен Кункен   | номинант   |           |
| Выдающееся исполнение                   | Майкл Шин       | номинант   |           |
| Outer Critics Circle Award              |                 |            |           |
| Выдающаяся бродвейская пьеса            |                 | номинант   |           |
| Выдающийся актёр в пьесе                | Фрэнк Ланджелла | победитель |           |
| Выдающийся художественный актёр в пьесе | Стивен Кункен   | номинант   |           |
| Выдающаяся режиссура пьесы              | Майкл Грендейж  | номинант   |           |
| Выдающийся дизайн освещения             | Нейл Остин      | номинант   |           |

## Переработки
В 2008 году по пьесе был снят одноимённый фильм, режиссёром которого выступил Рон Ховард, а главные роли исполнили как и в оригинальной постановке пьесы — Шин и Ланджелла. Фильм был номинирован на 5 премий «Оскар» в 2009 году, включая номинации лучший фильм, лучший режиссёр (Ховард) и лучшая мужская роль (Ланджелла), но не получил ни одной из них.